# اتم‌استروی‌اکسپورت

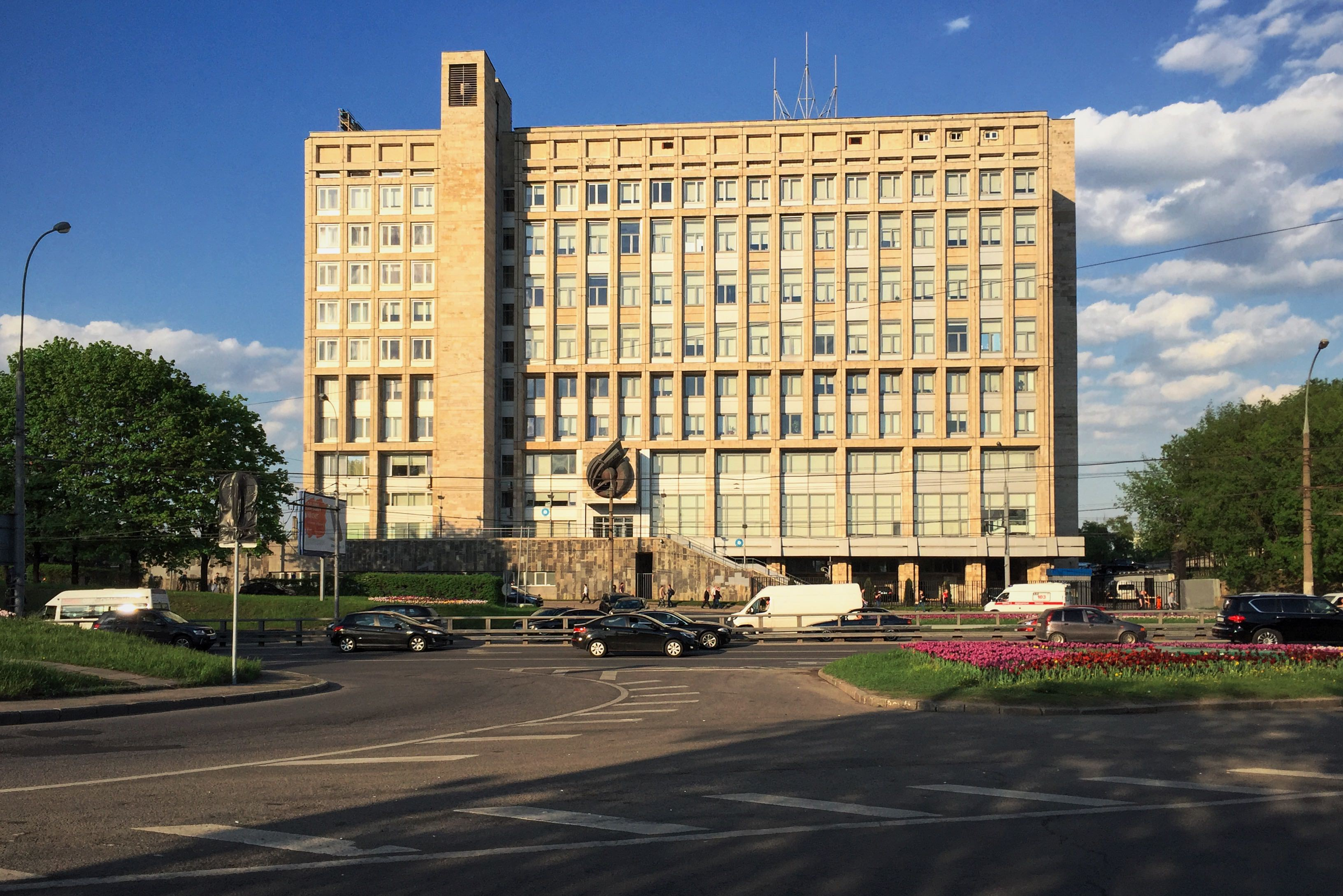
ساختمان مرکزی شرکت

 اتم‌استروی‌اکسپورت، (به روسی: Атомстройэкспорт) صادرکننده روسی تجهیزات و خدمات مربوط به انرژی هسته‌ای است. این شرکت یک شرکت تابعه متعلق به روس‌اتم است. فعالیت‌های اتم‌استروی‌اکسپورت از طرف دولت روسیه پشتیبانی مالی می‌شود. رئیس گروه اتم‌استروی‌اکسپورت الکساندر لوکشین می‌باشد.